# Faithfulness
Faithfulness è il secondo singolo ad essere estratto da Fleshwounds, album di debutto da solista di Skin, nel settembre del 2003.

## Tracce

### UK CD single
1. "Faithfulness" (Radio Mix)
2. "Faithfulness" (Scumfrog Mix)

### UK DVD single
1. "Faithfulness" (Video)
2. "Faithfulness" (Kinky Boy Rock Goth Mix - Audio)
3. "Faithfulness" (Moonbootica Mix - Audio)

## Classifiche
| Classifica (2003) | Posizione massima |
| ----------------- | ----------------- |
| Italia            | 17                |
| Paesi Bassi       | 99                |
| Regno Unito       | 64                |
| Spagna            | 17                |